# Cueva de Valporquero
La cueva de Valporquero está situada en el norte de la provincia de León (España), junto al pueblo de Valporquero de Torío, municipio de Vegacervera y a 47 km de la ciudad de capital. Abierta al público desde 1966 se encuentra gestionada por la Diputación de León.
El itinerario visitable, de 1300 m de longitud, recorre seis salas que van ganando en complejidad y diversidad de formaciones geológicas, desde la sala de las pequeñas maravillas hasta la final de las maravillas.
En el año 2016 con motivo del 50 aniversario de la apertura al público de la Cueva de Valporquero, se han realizado diversas actividades y eventos como Muestra de Artesanos Leoneses, taller de fotografía subterránea, exposiciones de fósiles y minerales de León, una Gran Romería a la Cueva de Valporquero, etc. pero si algo fue digno de destacar es el concierto coral dado en el interior de la cueva por primera vez en la historia.

## Situación

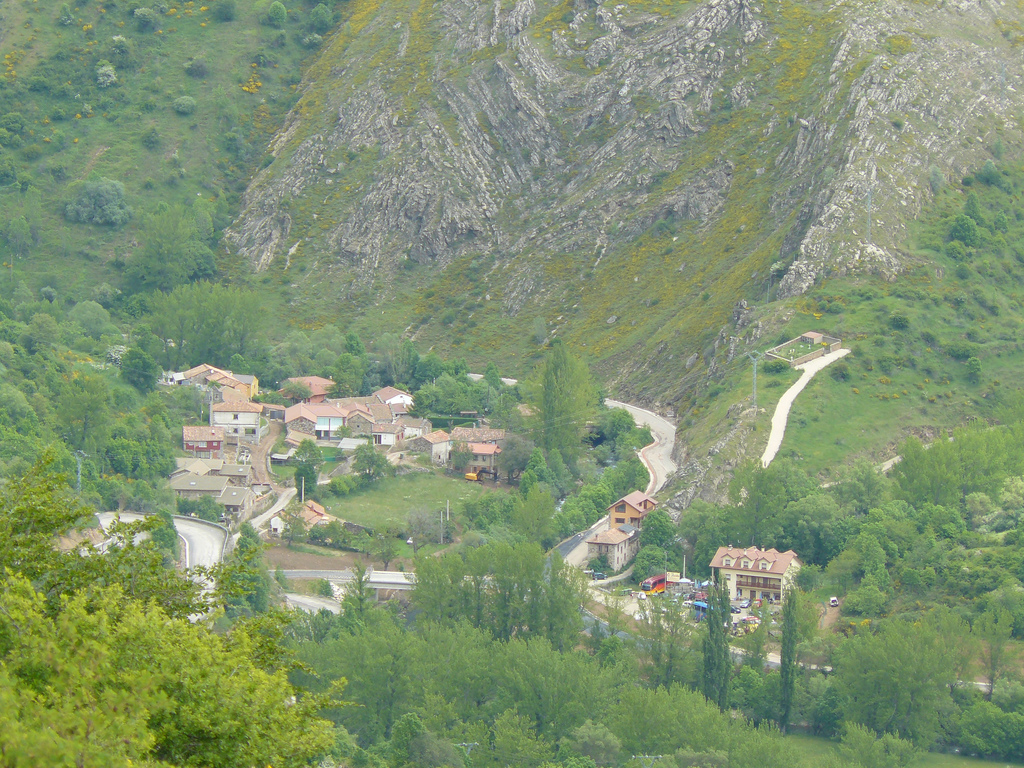
Pueblo de Felmín, en el inicio de la carretera que va hacia la cueva.

La entrada a la cueva está situada a 1309 metros de altitud, bajo el pueblo que le da nombre. El nivel superior, 1300 metros de longitud, se encuentra habilitado para el turismo, acondicionado con iluminación eléctrica y un camino que se hace uso de puentes y escaleras para completar el recorrido. En un nivel inferior, de 3150 metros, discurre una corriente subterránea de agua que solamente es accesible por espeleólogos y expertos.
La temperatura en la cueva se encuentra durante todo el año en torno a los 7 grados centígrados, por lo que los turistas acostumbran a equiparse con ropa de abrigo. La humedad de la cueva, causada por la corriente subterránea es del 99%.

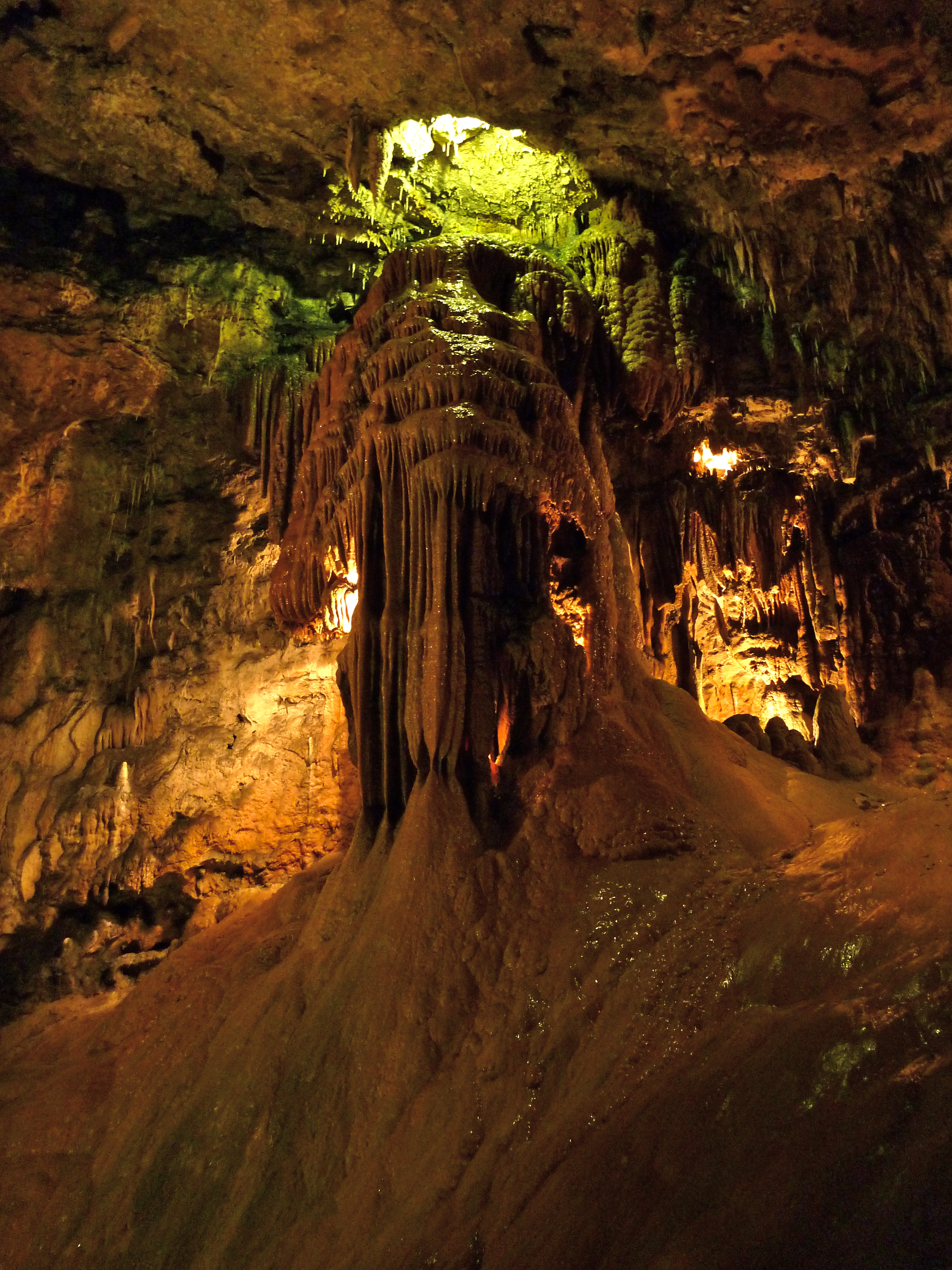
Detalle de la sala de las Maravillas.

## Salas
Pequeñas maravillas
La sala de las pequeñas maravillas es la primera de las salas visitables precedida por un lago iluminado de forma artificial. El itinerario turístico rodea esta sala mediante empinadas escaleras. Las formaciones rocosas han recibido múltiples nombres por los turistas según se asemejen a una u otra cosa, siendo los elementos más famosos "Las Gemelas", "La Torre de Pisa", "El Órgano", "El Baño de Diana" y la "Virgen con Niño".
Gran Rotonda
Es la mayor de las salas visitables; contando con 5600 metros cuadrados de superficie y 20 metros de altura. Al ser estar próxima al exterior todavía, las formaciones son poco relevantes y escasas en número. La sala tiene forma circular, de ahí su nombre, y se encuentra atravesada por el cauce del río, que lo transita únicamente en época de lluvias.
Hadas
El acceso a la tercera sala, la de las Hadas, se realiza mediante un camino que discurre paralelo al río hasta un pequeño mirador. Este mirador se asoma a una sima que recoge las aguas del río, que hasta entonces discurría en paralelo, tras una caída de 15 metros; es por tanto una conexión a la zona no visitable de la cueva, el "Curso de Aguas". Las cascadas presentes durante época de lluvias no obstante desaparecen en la época veraniega, filtrándose el agua por los poros de la roca.
Cementerio estalactítico

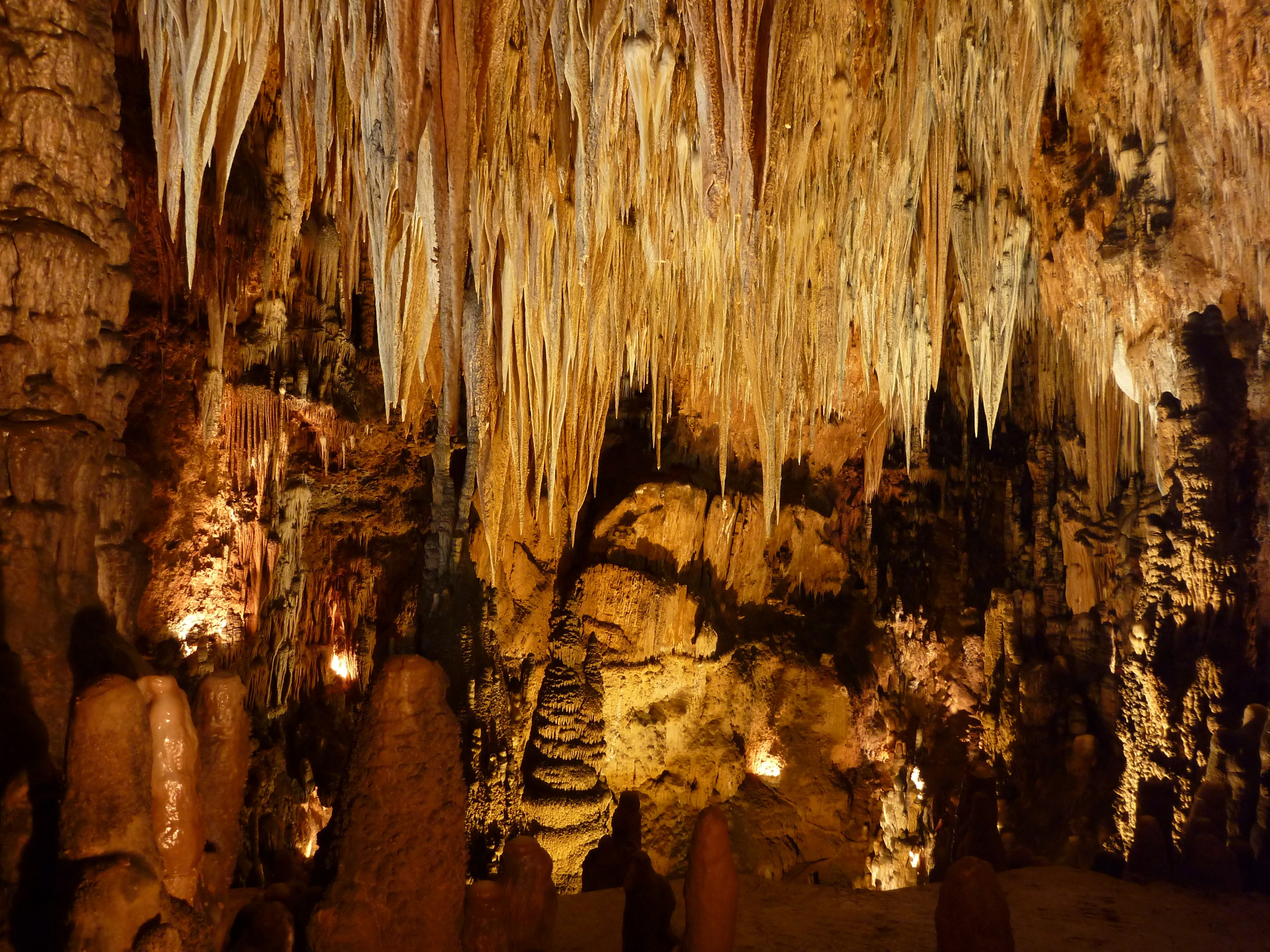
Detalle de unas estalactitas.

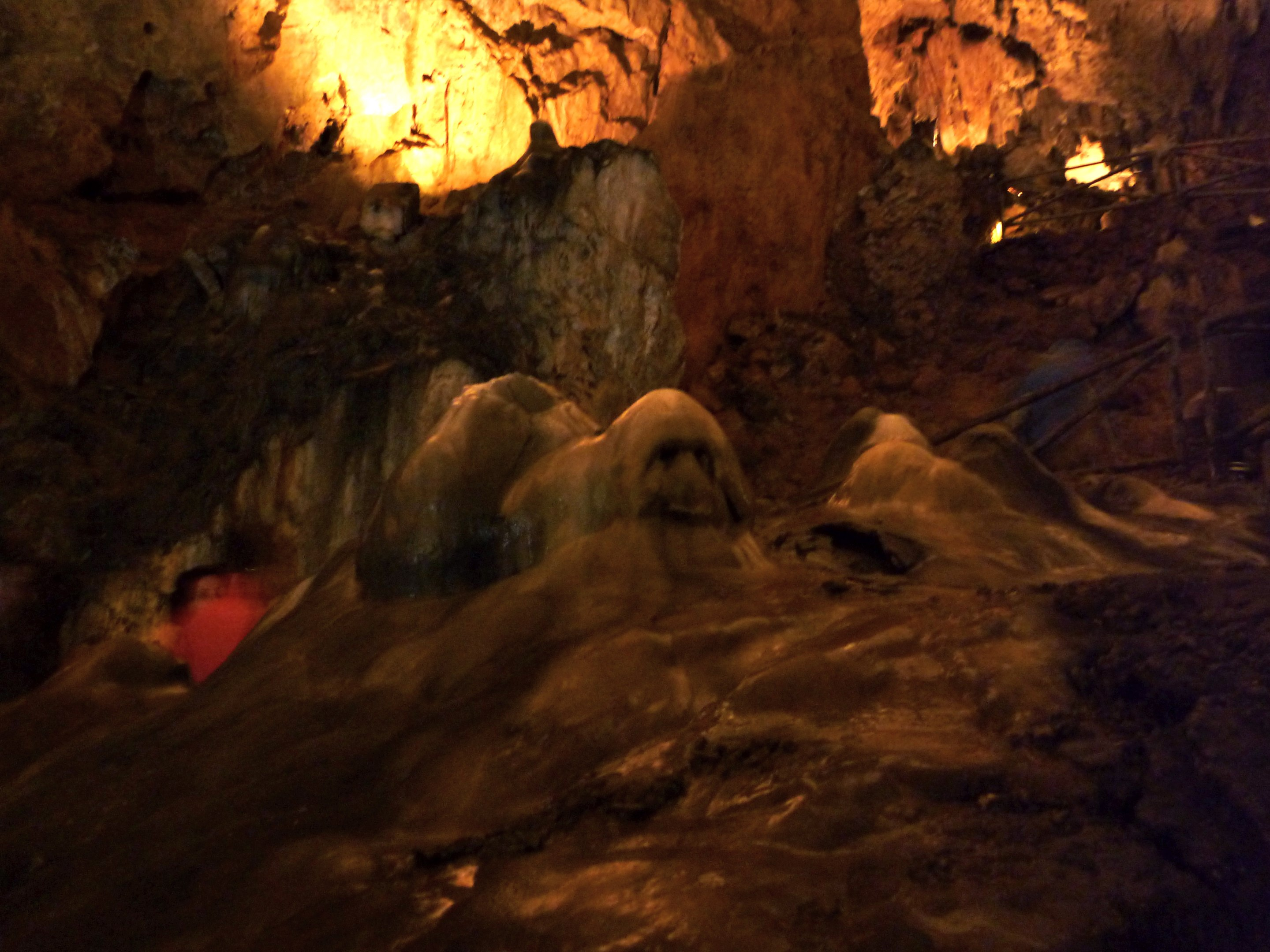
El Fantasma.

La cuarta sala debe su actual estado a una serie de desprendimientos y de sedimentos que provocaron el taponamiento parcial. El itinerario visitable discurre a través de un suelo cubierto de estalagmitas bajo un techo repleto a su vez de estalactitas de negruzcos colores. La disposición desordenada de las formaciones rocosas le valió el nombre de cementerio estalactítico.
A medida que avanza el camino, la sala, de paredes calizas, se estrecha, sirviendo de protección a la sala contigua; la "Gran vía".
Gran vía
A pesar de su nombre, la gran vía es de escasa anchura, con 8 metros de ancho; sin embargo, destaca su altura de 40 metros. Aunque hay escasas formaciones geológicas, las que existen son de gran magnitud, con estalactitas de varios metros de longitud. Al final de la sala, el terreno se hunde en busca de las galerías inferiores, contactando con el actual curso del río.
De entre todas las formaciones de la gran vía, destaca la columna solitaria, situada casi en el centro de la sala. Se trata de una formación a modo de columna que desde el suelo asciende hasta el techo perdiéndose entre cientos de estalactitas.
Maravillas
Es la sala más completa de las 6 visitables al ser la que más formaciones geológicas posee y más variadas. El techo se encuentra repleto de estalactitas de diversos tamaños y colores. En esta sala se encuentran formaciones inéditas en el resto de la cueva, excéntricas, macarrones, abanderadas y todo un sinfín de espeleotemas saturan el ambiente taponando la cavidad. Todo esto presidido por un pequeño lago subterráneo, el lago de las maravillas.
Después de esta sala se realiza el camino de vuelta.
Curso de aguas y descenso subterráneo
La Cueva de Valporquero alberga en su interior un curso de aguas activo que se puede descender practicando barranquismo. Se trata de una actividad de aventura única en España que ha recibido en el año 2019 el Premio Nacional al Mejor Producto de Turismo Activo gracias a la colaboración entre la Diputación de León y la empresa de aventura GUHEKO «Descenso subterráneo de Valporquero».

## Conservación
La Diputación de León es responsable de la conservación de las cuevas, asunto que ha generado polémica por la autorización de una prueba de trail en su interior